# The Dark End of the Street (película de 1981)
The Dark End of the Street es una película de drama de 1981, dirigida por Jan Egleson, que a su vez la escribió, musicalizada por Marion Gillon y C. Tyrone Johnson, en la fotografía estuvo D’Arcy Marsh, los protagonistas son Laura Harrington, Henry Tomaszewski y Michele Greene, entre otros. El filme fue realizado por Fund for Theater and Film, se estrenó el 1 de febrero de 1981.

## Sinopsis
Si una pareja de jóvenes no declara lo que sabe acerca del fallecimiento de un amigo, un sujeto sin culpa alguna podría ser llevado a la horca.